# Кубок світу з біатлону 2016—2017 — етап 2
Другий етап Кубка світу з біатлону 2016—17 відбувався в Поклюці, Словенія, з 9 по 11 грудня  2016 року. До програми етапу було включено 6 гонок: спринт та гонка переслідування у чоловіків та жінок, а також чоловіча і жіноча естафети.

## Гонки

### Чоловіки
| Гонка:                                                                         | Золото:                                                                | Час                                                       | Срібло:                                                         | Час                                                       | Бронза:                                                         | Час                                                       |
| Спринт 10 км Протокол [Архівовано 9 грудня 2016 у Wayback Machine.]            | Мартен Фуркад Франція                                                  | 23:11.7 (0+0)                                             | Йоганнес Бо Норвегія                                            | +13.7 (0+0)                                               | Антон Шипулін Росія                                             | +15.1 (0+0)                                               |
| Переслідування 12,5 км Протокол [Архівовано 11 грудня 2016 у Wayback Machine.] | Мартен Фуркад Франція                                                  | 30:27.4 (0+0+0+0)                                         | Еміль Гегле Свендсен Норвегія                                   | 30:33.4 (0+0+0+0)                                         | Антон Шипулін Росія                                             | 30:33.6 (0+0+0+1)                                         |
| Естафета 4 х 7,5 км Протокол [Архівовано 12 грудня 2016 у Wayback Machine.]    | Франція Жан-Гійом Беатрікс Кентен Фійон Майє Сімон Детьє Мартен Фуркад | 1:11:56.5 (0+1) (0+2) (0+1) (0+0) (0+0) (0+2) (0+1) (0+0) | Росія Максим Цвєтков Антон Бабіков Матвій Єлісєєв Антон Шипулін | 1:12:12.2 (0+0) (0+0) (0+1) (0+1) (1+3) (0+0) (0+0) (0+1) | Німеччина Ерік Лессер Маттіас Дорфер Бенедикт Долль Сімон Шемпп | 1:12:18.0 (0+3) (0+2) (0+0) (0+0) (0+3) (0+2) (0+1) (0+0) |

### Жінки
| Гонка:                                                                       | Золото:                                                                       | Час                                                       | Срібло:                                                         | Час                                           | Бронза:                                                                | Час                                                       |
| Спринт 7,5 км Протокол [Архівовано 11 грудня 2016 у Wayback Machine.]        | Лаура Дальмаєр Німеччина                                                      | 19:51.7 (0+0)                                             | Жустін Бреза Франція                                            | 19:55.2 (0+0)                                 | Марте Олсбю Норвегія                                                   | 20:13.0 (0+0)                                             |
| Переслідування 10 км Протокол [Архівовано 11 грудня 2016 у Wayback Machine.] | Лаура Дальмаєр Німеччина                                                      | 30:43.1 (0+2+0+0)                                         | Кайса Мякяряйнен Фінляндія                                      | 30:59.9 (0+0+1+1)                             | Ева Пускарчикова Чехія                                                 | 31:01.8 (1+0+0+0)                                         |
| Естафета 4 х 6 км Протокол [Архівовано 12 грудня 2016 у Wayback Machine.]    | Німеччина Ванесса Гінц Франциска Гільдебранд Марен Гаммершмідт Лаура Дальмаєр | 1:11:31.0 (0+1) (0+2) (0+0) (0+3) (0+0) (0+2) (0+1) (0+0) | Франція Анаїс Шевальє Жустін Бреза Селія Емоньє Марі Дорен-Абер | 1:11:41.2 (0+0) (0+1) (0+1) (0+0) (0+0) (0+0) | Україна Ірина Варвинець Юлія Джима Олена Підгрушна Анастасія Меркушина | 1:12:08.8 (0+0) (0+0) (0+0) (0+1) (0+2) (0+0) (0+0) (0+0) |

## Досягнення
Перша перемога на етапах Кубка світу
Найкращий виступ за кар'єру
|  |  |

Перша гонка в Кубку світу
|  |  |